# Tapete de Hamadã
O tapete de Hamadã é um tipo de tapete persa. A maioria dos tapetes conhecidos com este nome provém de alguns dos 500 povos disseminados em um raio de 100 km em redor de Hamadã.

## Descrição
Uma das características dos tapetes de Hamadã é que a grande maioria termina com uma franja em uma das extremidades, enquanto que na outra extremidade há somente uma franja estreita.
Normalmente o campo é decorado com motivos hérati destacando-se sobre fundo vermelho. Geralmente há no centro um medalhão com decoração floral ou geométrica sobre um fundo de cor marfim. As quatro cantoneiras reproduzem a decoração do medalhão. A borda é clássica, com três bandas: as bandas secundárias estão decoradas com rosáceas e arabescos, e a banda central reproduz os motivos do campo.